# Straßenbaum

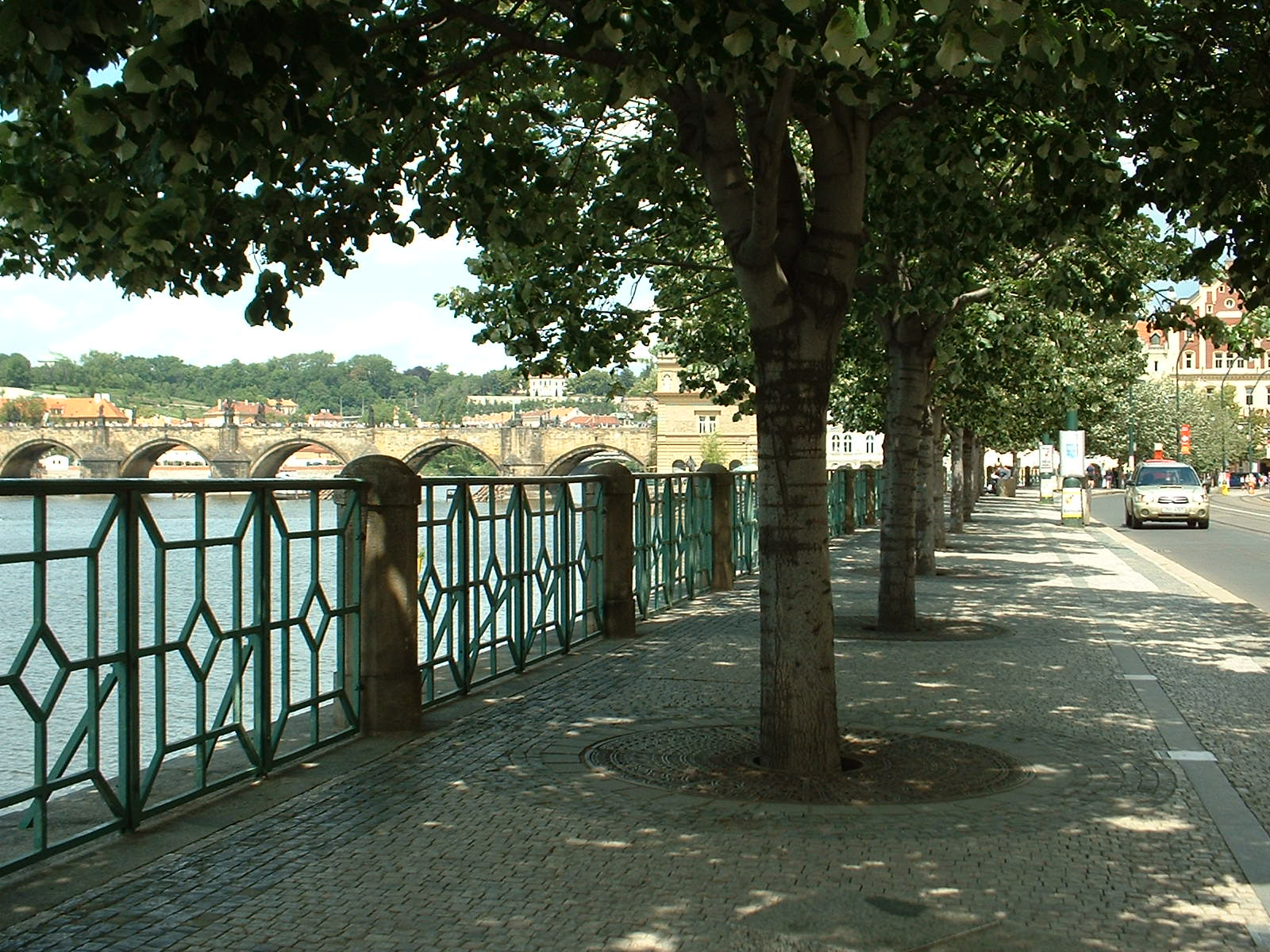
Silberlinden-Allee in Prag

Ein Straßenbaum ist ein Baum, der an einer innerstädtischen oder auch außerörtlichen Straße steht. In der Regel sind dies Laubbäume der gleichen Art, die in regelmäßigen Abständen an einer oder an beiden Straßenseiten stehen.
Ein Straßenbaum beschattet die Fahrbahn, absorbiert durch sein Laub im gewissen Maße Lärm und Schadstoffe, nimmt Kohlenstoffdioxid auf und liefert Sauerstoff, senkt an heißen Tagen durch die Verdunstung die Temperatur der Straßenluft und trägt durch sein sattes Grün zur Verbesserung des Ortsbildes bei. Außerhalb von geschlossenen Ortschaften gibt es die Alleebäume sowie Randbäume von Wäldern.

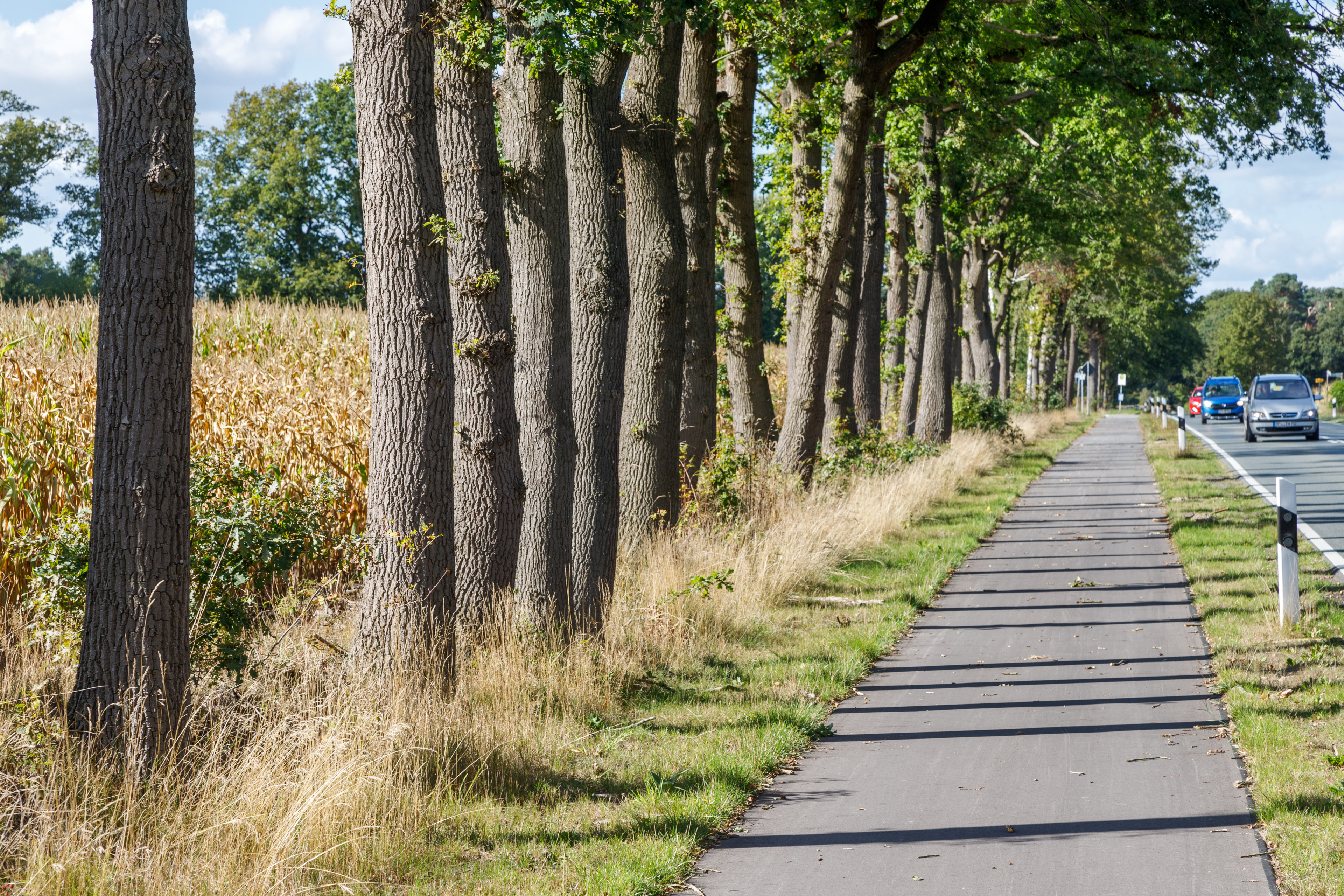
Straßenbäume an einer Kreisstraße mit Radweg in Nordwest-Niedersachsen

Ideale Straßenbäume zeichnen sich durch hohe Schadstofftoleranz aus, wurzeln tief, haben eine robuste Borke und bilden wenig Totholz. Typische Straßenbäume sind etwa Linden, Rosskastanien, Ginkgo sowie in wärmeren Gegenden insbesondere auch Platanen. Gelegentlich werden Spitz- und Bergahorn, Mehl- und Vogelbeeren, sowie Baumhasel verwendet. Als kleinwüchsige und dekorative Art wird oft Rot- bzw. Weißdorn ausgewählt.
Von Baumschulen wird zudem eine große Anzahl von exotischen Sorten angeboten, die nach Merkmalen wie schlanker Wuchsform selektiert werden; so unter anderem Arten von Kirschbäumen und Ahorn.
Stadtbäume werden durch verschiedene Faktoren belastet:
- verdichtete und versiegelte Böden nehmen wenig Niederschlagswasser auf, so dass es überwiegend abfließt; der Gasaustausch wird unterbunden[3] und zu wenig Sauerstoff erreicht die Wurzeln.
- durch Entsorgung des Laubs im Herbst und eine mangelnde Humusschicht werden dem Substrat kaum Nährstoffe zugeführt
- Schadstoffeintrag durch Autoverkehr, Streusalz im Winter, Hundekot und Urin
- Verletzungen der Rinde durch Anfahrschäden und Baumaßnahmen
- erhöhte Temperaturen im Sommer durch Aufheizung von Bodenbelägen und Fassaden in der Sonne

Für normalwüchsige Straßenbäume wird bei der Neuanlage von Alleen ein Wurzelraum von etwa 12 Kubikmetern mit speziellem Substrat gefüllt. Einige Städte und Gemeinden geben Mindestpflanzgrößen für ihre Straßenbäume vor. Um die Bodenverdichtung durch Fahrzeuge in unmittelbarer Nähe zum Stamm zu verhindern, wird dieser Bereich oft durch Poller o. ä. vor dem Befahren geschützt. Alternativ kann die Baumscheibe auch durch horizontal liegende Gitter aus Gusseisen geschützt werden, welche die eingebrachten Lasten auf einen Rahmen aus Stahlbeton abtragen. 
Oft wird ein Drainagerohr in der Pflanzgrube eingebracht, so dass nahe dem Stamm ein Ende des Rohres aus dem Boden ragt, um in trockenen Sommern das Gießwasser leichter einbringen zu können und den Wurzelbereich zu belüften. Für die Bewässerung junger Straßenbäume werden seit 2010 vielerorts Bewässerungssäcke eingesetzt.
Durch die globale Erwärmung ist in Zukunft vermehrt mit Hitze- und Trockenperioden bei zugleich kalten Wintern zu rechnen. Baumarten wie Linde, Ahorn, Platane und Kastanie erleiden an manchen städtischen Standorten bereits Schäden durch Trockenheit, Frost und dadurch beförderte Schädlinge und Baumkrankheiten. Es werden daher vermehrt Baumarten aus Südosteuropa (Zürgelbaum, Hopfenbuche, Blumenesche, Silberlinde), Asien (Blasenesche,Perlschnurbaum, Zelkove, Eisenholzbaum, Magnolie), Australien (Eukalyptus) und Amerika (Lederhülsenbaum) sowie selektierte Varianten und Kreuzungen der heimischen Baumarten (z. B. Quercus frainetto 'Trump', Quercus x hispanica 'Wageningen', Tilia tomentosa 'Brabant', Ulmus 'Lobel') gepflanzt werden.
Bei der Auswahl neu zu setzender Straßenbäume sind nicht nur deren Robustheit und Witterungsbeständigkeit gegenüber den sich wandelnden klimatischen Bedingungen zu beachten. Relevant ist auch die Größe des benötigten Wurzelraums, Form und zu erwartende Größe des Baumes, die Dauer bzw. Art des Laubabwurfs (hinsichtlich des Straßenreinigungsaufwands), ob die jeweilige Art ein Risiko für Allergiker darstellen könnte, oder ob die Baumart zu Grünastbruch neigt, wie etwa Weiden oder Pappeln. Entlang von Straßen spielt auch das Lichtraumprofil eine große Rolle. Bei Fahrbahnen beträgt es zumindest eine Höhe von 4,50 Meter, entlang von Gehwegen 2,20 Meter.